# Most św. Jana na Białej Lądeckiej w Lądku-Zdroju
Most św. Jana na Białej Lądeckiej w Lądku-Zdroju (niem. Johannisbrücke) – kamienny dwuprzęsłowy most położony w centrum Lądka-Zdroju przy ulicy Krótkiej nad rzeką Białą Lądecką. W średniowieczu obok mostu stał dom celnika. Nazwa mostu wiązana jest z figurą św. Jana Nepomucena znajdującą się na moście. Dla ruchu kołowego most zamknięto na początku XXI w.

## Historia i architektura
Kamienny dwuprzęsłowy most na Białej Lądeckiej w pobliżu centrum Lądka-Zdroju, przy ulicy Krótkiej, został zbudowany w 1565 r. z kamienia łamanego. Według niektórych źródeł zaprawą do budowy mostu było spoiwo wapienne z dodatkiem kurzych białek, dzięki czemu budowla miała być niezwykle trwała i solidna. Już w 1598 r. znacznie go zniszczyła powódź. W ciągu kolejnych stuleci był wielokrotnie modernizowany w latach: 1752, 1783 i 1822. W 1709 r. staraniem mieszkańców miasta umieszczono na nim figurę św. Jana Nepomucena, orędownika podczas powodzi, patrona mostów. Most opierał się dotychczasowym powodziom (do 2024 r.), jakie nawiedziły Lądek-Zdrój, zarówno wcześniejszym, jak i dwóm, które miały miejsce w XX w., w 1938 r. i powodzi tysiąclecia w 1997 r. Legenda głosiła, że od wielkiej wody chroni go figura patrona, św. Jana Nepomucena, zdobiąca most. Trwałość budowli, będącej małym arcydziełem sztuki inżynierskiej, wynikała z umiejętnego osadzenia konstrukcji na naturalnej ostrodze skalnej, w miejscu, gdzie skały zwężają koryto rzeki, a przyczółki i filar mostu posadowione są na litej skale. Most zamknięto dla ruchu kołowego na początku XXI w., jest dostępny dla pieszych i rowerzystów. W średniowieczu obok mostu stał dom celnika.
Decyzją wojewódzkiego konserwatora zabytków nr A/4299/1975 z 22 grudnia 1971 r. most został wpisany do rejestru zabytków pod nazwą Most św. Jana na Białej Lądeckiej.

## Figura św. Jana Nepomucena
Figura św. Jana Nepomucena jest bardzo podobna do figury tego świętego na praskim moście Karola i należy do najstarszych figur św. Jana Nepomucena na Śląsku. Autorem rzeźby jest lądecki twórca David Tautz (wcześniej przypuszczano, że mógł nim być Michał Klahr starszy, ewentualnie Jiří František Pacák i Michael Kössler). Artysta udanie oddał wyraz twarzy postaci. Święty ma typowy strój kanonika: odziany jest w sutannę z dużą liczbą słabo widocznych guzików, rokietę (rodzaj komży), obszytą słabo widoczną (złoconą) koronką oraz almucję (futrzaną pelerynę z kapturem), związaną złoconymi chwostami. Na głowie biret, na nogach trzewiki z mocno ściętymi noskami.
W 2013 r. figurę św. Jana zdemontowano celem renowacji, oczyszczono figurę i cokół, odtworzono złocenia i aureolę, przygotowano na nowo ławę, na której stoi figura. Po renowacji uroczyście wprowadzono figurę na jego miejsce 7 października 2013 r.

## Chronostychy
Na postumencie figury znajduje się inskrypcja w łacinie:
HÆC STATVA HONORI PERPETVO SANCTI IOANNIS NEPOMVCENI AB INCOLIS CIVITATIS HVIVS EXPENSIS VERE PIIS ERECTA
HAEC STATUA HONORI PERPETUO SANCTI IOANNIS NEPOMUCENI AB INCOLIS CIVITATIS HUIUS EXPENSIS VERE PIIS ERECTA (w pisowni z „U”), w tłumaczeniu „Ten pomnik na wieczną cześć św. Jana Nepomucena sumptem pobożnych mieszkańców miasta wzniesiony”.
W napisie zapisanym jako HÆC STATVA HONORI PERPETVO SANCTI IOANNIS NEPOMVCENI AB INCOLIS CIVITATIS HVIVS EXPENSIS VERE PIIS ERECTA kryje się chronostych CVIVCIIIMVIICLICIVIVIVXIVIIC – 1709 wskazujący rok postawienia figury. Powyżej tej inskrypcji na gzymsie cokołu widnieje data XVI MAII, czyli 16 maja. Z boku słabo czytelna inskrypcja uwieczniająca renowację rzeźby słowami EX BENE FACTORVM VOTIS ATQVE EXPENSIS HÆC STATVA DENVO RENOVATA EST. „Z dobrowolnych datków statua ta została odnowiona” (kolejny chronostych wskazuje na 1752 r.). Renowację wykonali J. Piaggi lub J. Pozzo oraz Michał Klahr młodszy, co uwieczniono sygnaturami IP MK na tylnej ścianie. Kolejne renowacje miały miejsce w latach 1783 i 1822 a daty te wyryto na tablicy. Naprzeciw pomnika z figurą Jana Nepomucena po wewnętrznej stronie balustrady mostu, wmurowano tablicę z datami dotyczącymi tego mostu, czyli jego budowy, renowacji i wybrukowania: ERBAUT 1565 / RENOVIRT 1783, BELEGT 1822.

## Zniszczenie mostu w powodzi w 2024 roku
15 września w trakcie powodzi w 2024 roku, po rozmyciu zapory zbiornika Stronie Śląskie fala powodziowa zniszczyła znaczną część mostu, a znajdująca się na nim figura (łącznie z postumentem) zaginęła. Most stał się symbolem zniszczeń powodziowych zabytków na ziemi kłodzkiej. Zdaniem Ewy Zadory, przewodniczki sudeckiej i prezeski Stowarzyszenia „Muzeum Lądeckie”, był on także symbolem Lądka, a gdy zniknął pod wodą, mieszkańcy przychodzili i płakali jak za utratą kogoś bliskiego. Kiedy przy pomocy koparek po powodzi przeszukiwano dno rzeki, mieszkańcy organizowali dyżury przy brzegu w nadziei odnalezienia figury św. Jana. Lądeckie Towarzystwo Historyczno-Eksploracyjne założyło zrzutkę na odbudowę mostu.
W czerwcu 2025 roku ogłoszono przetarg na odbudowę mostu. 

## Galeria

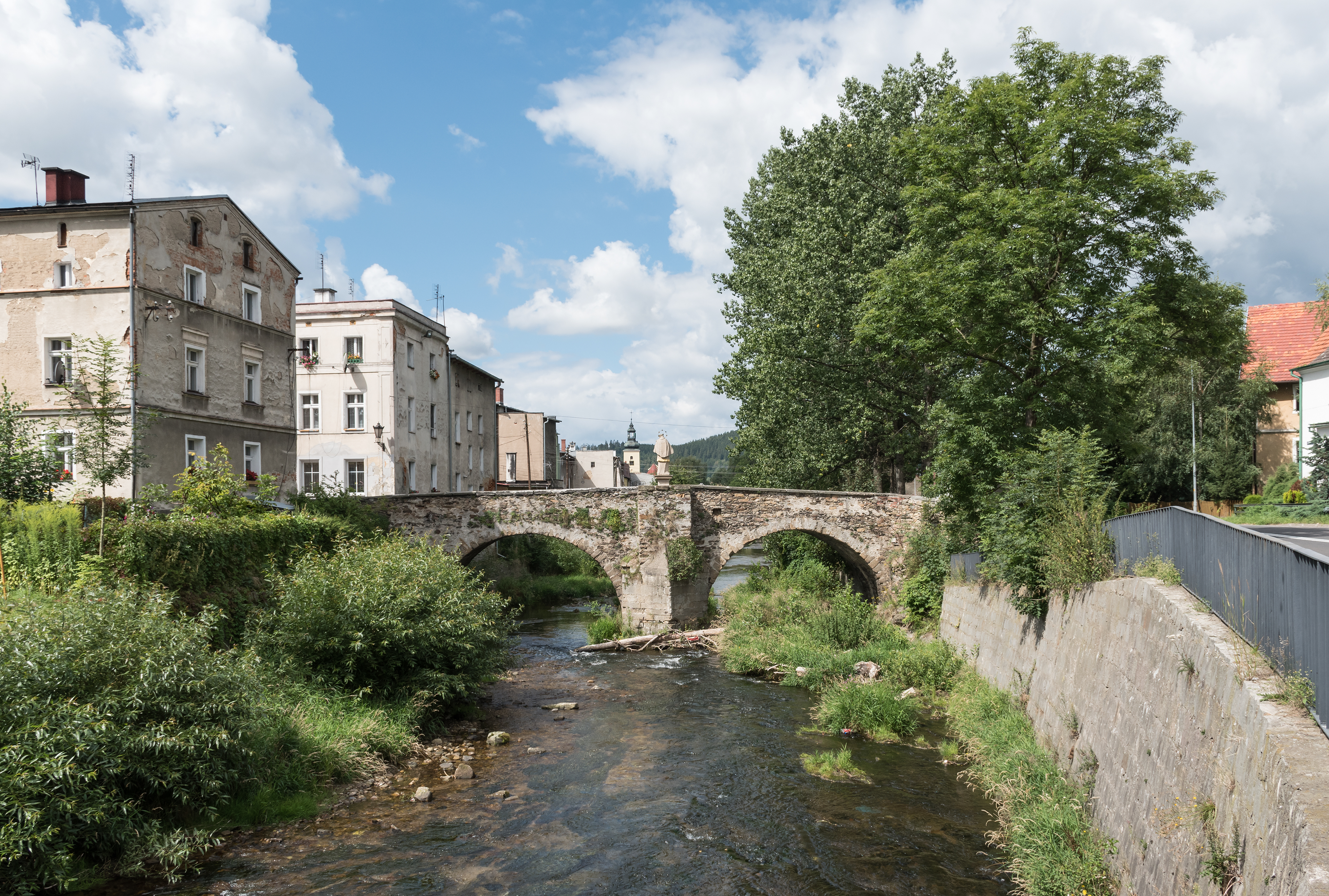
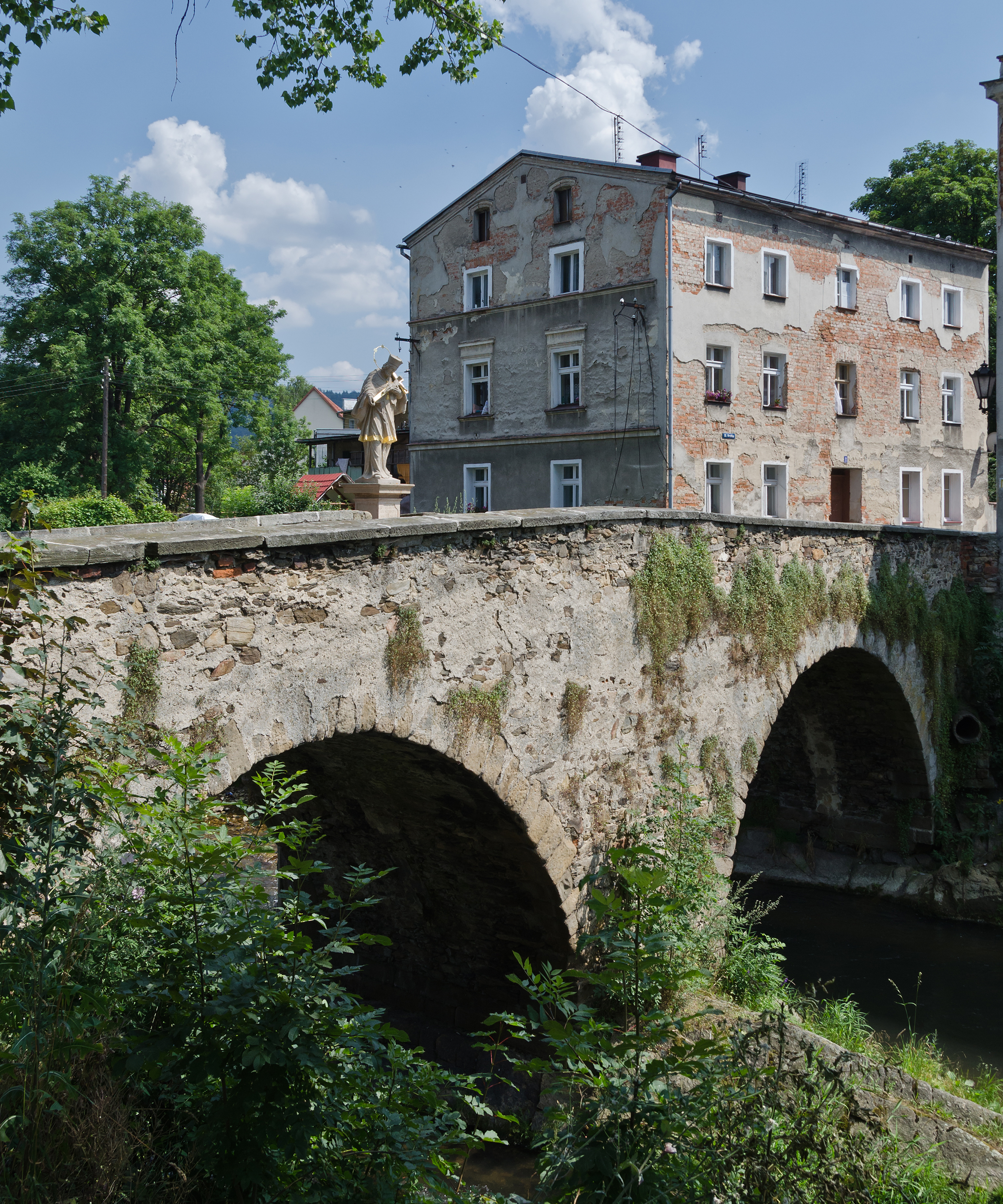
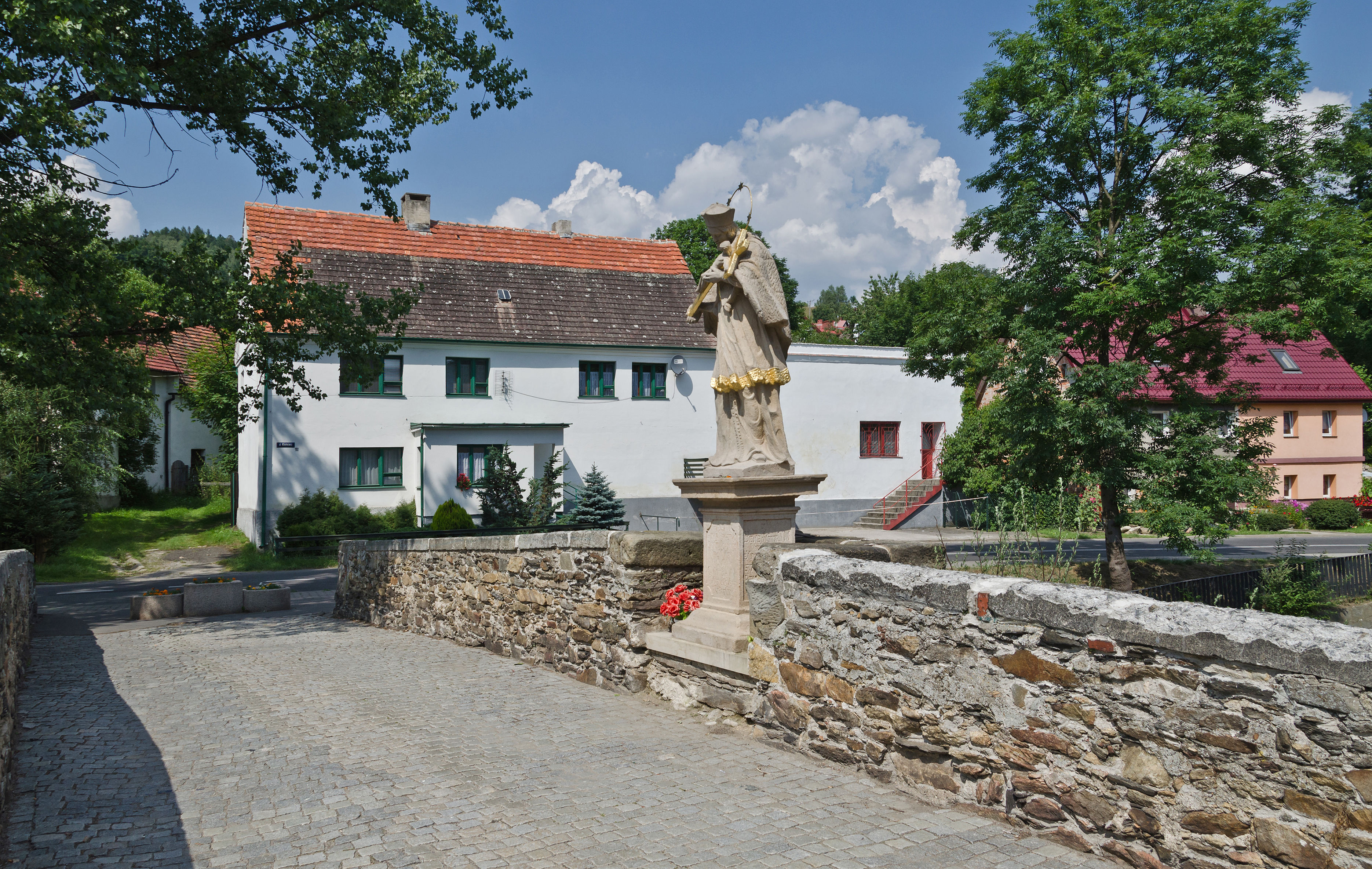
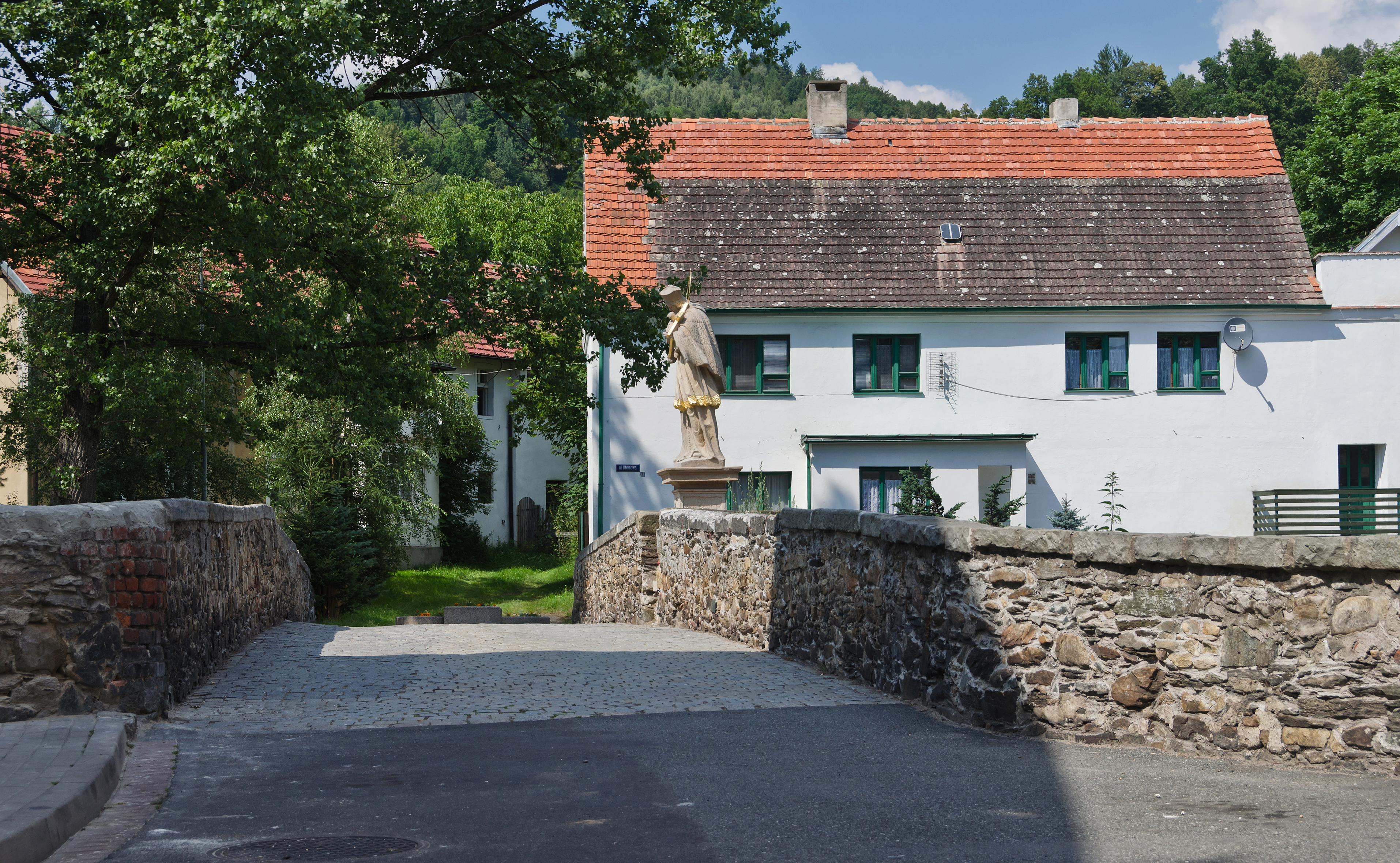
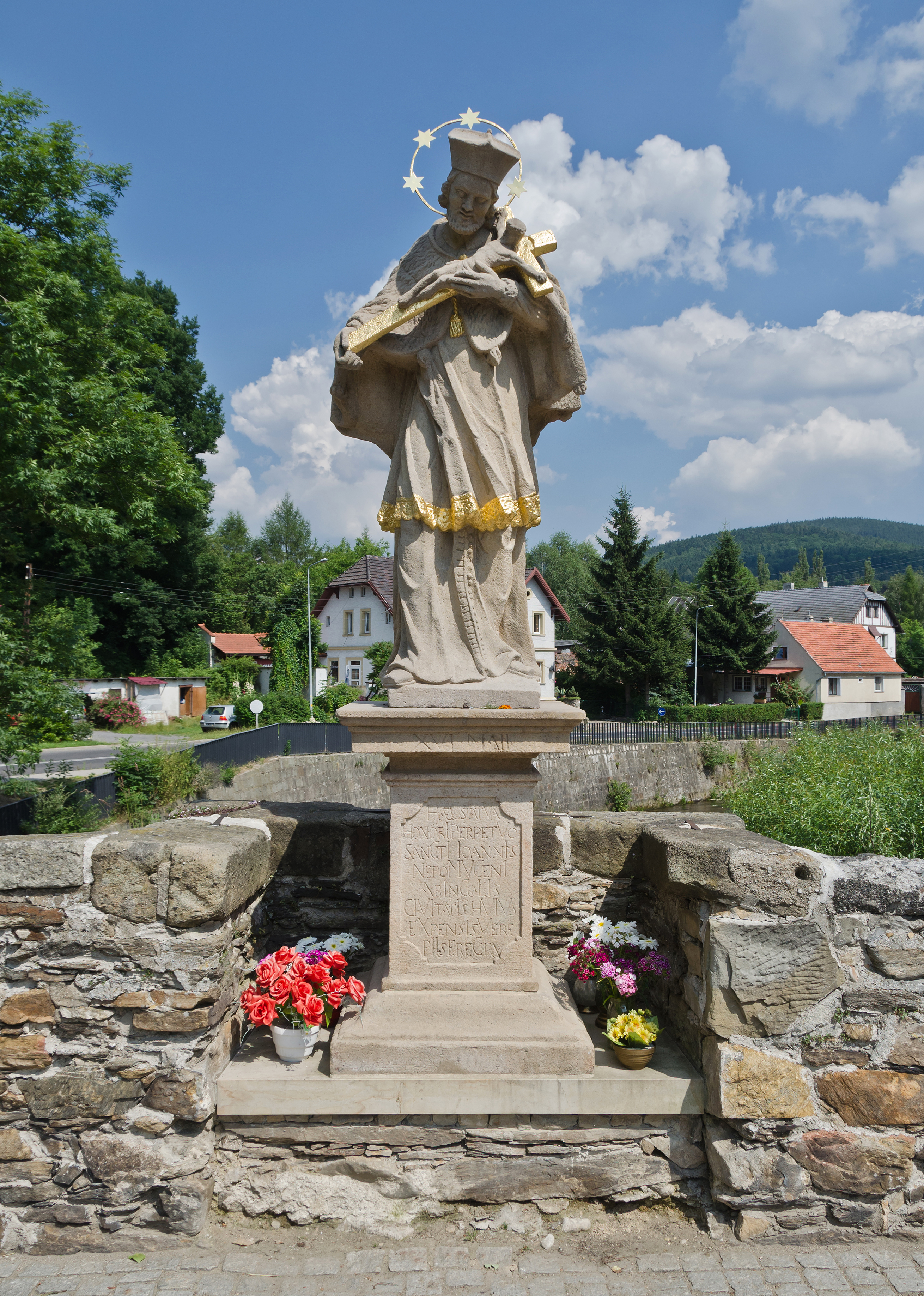
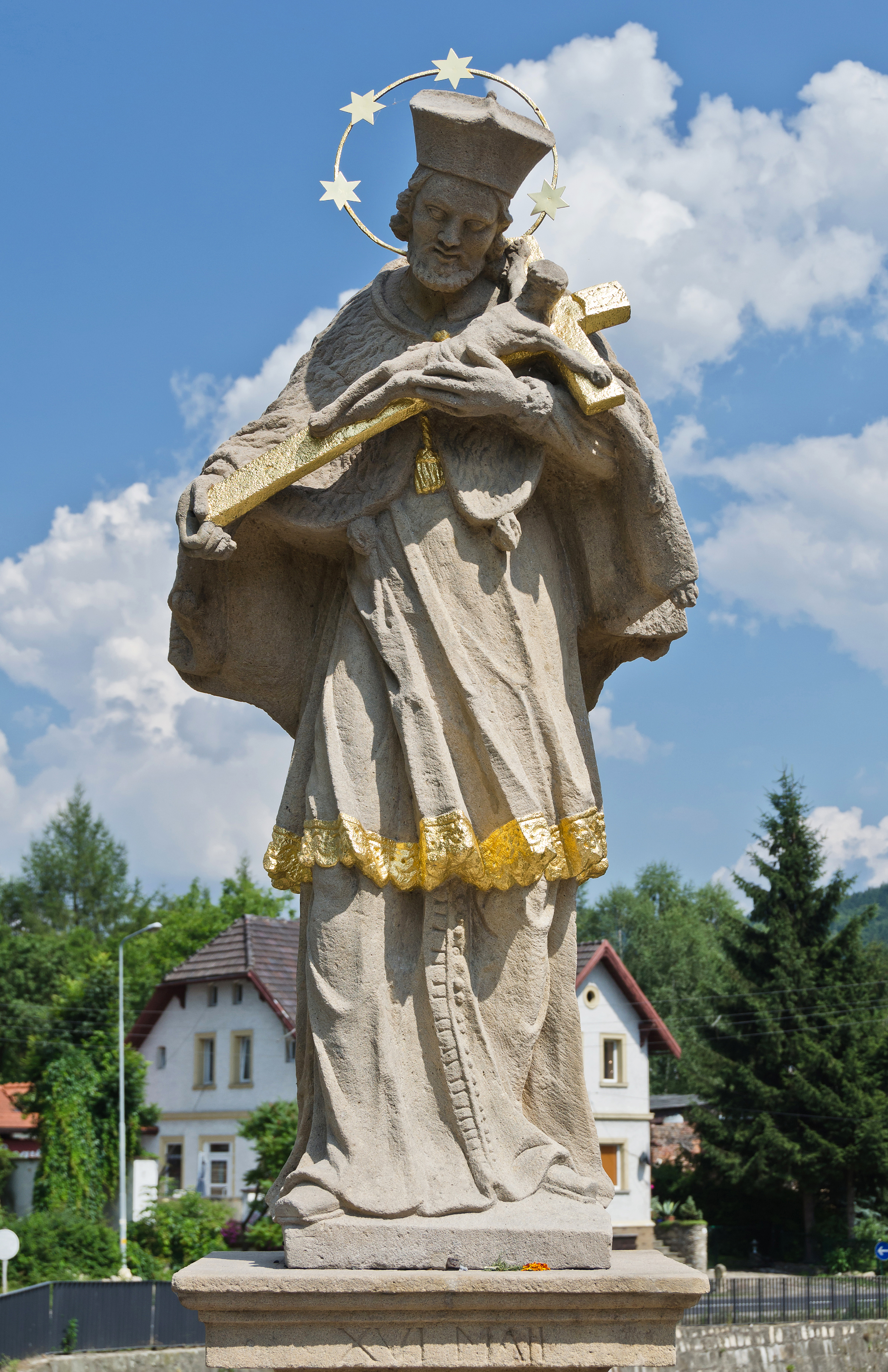
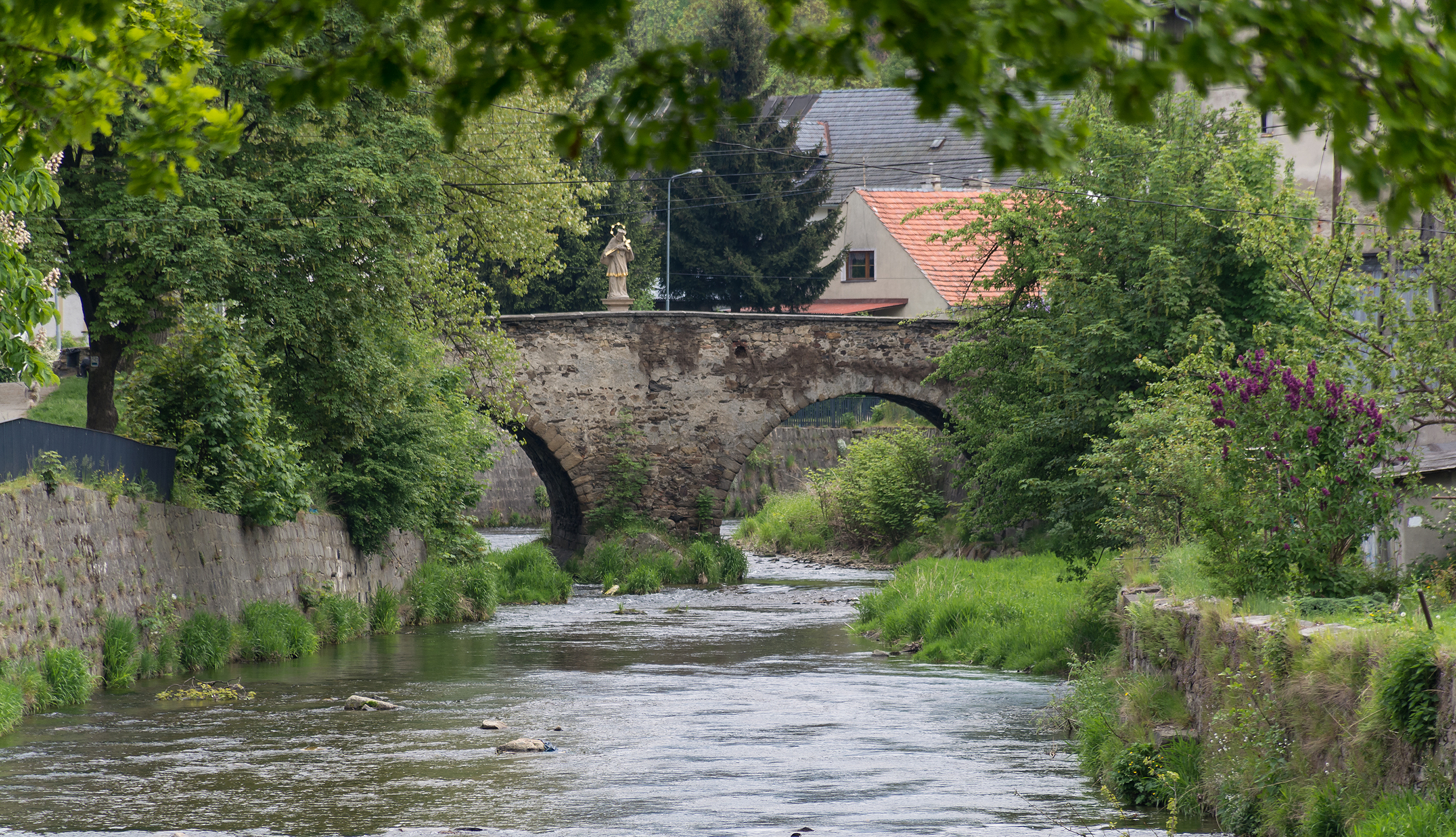
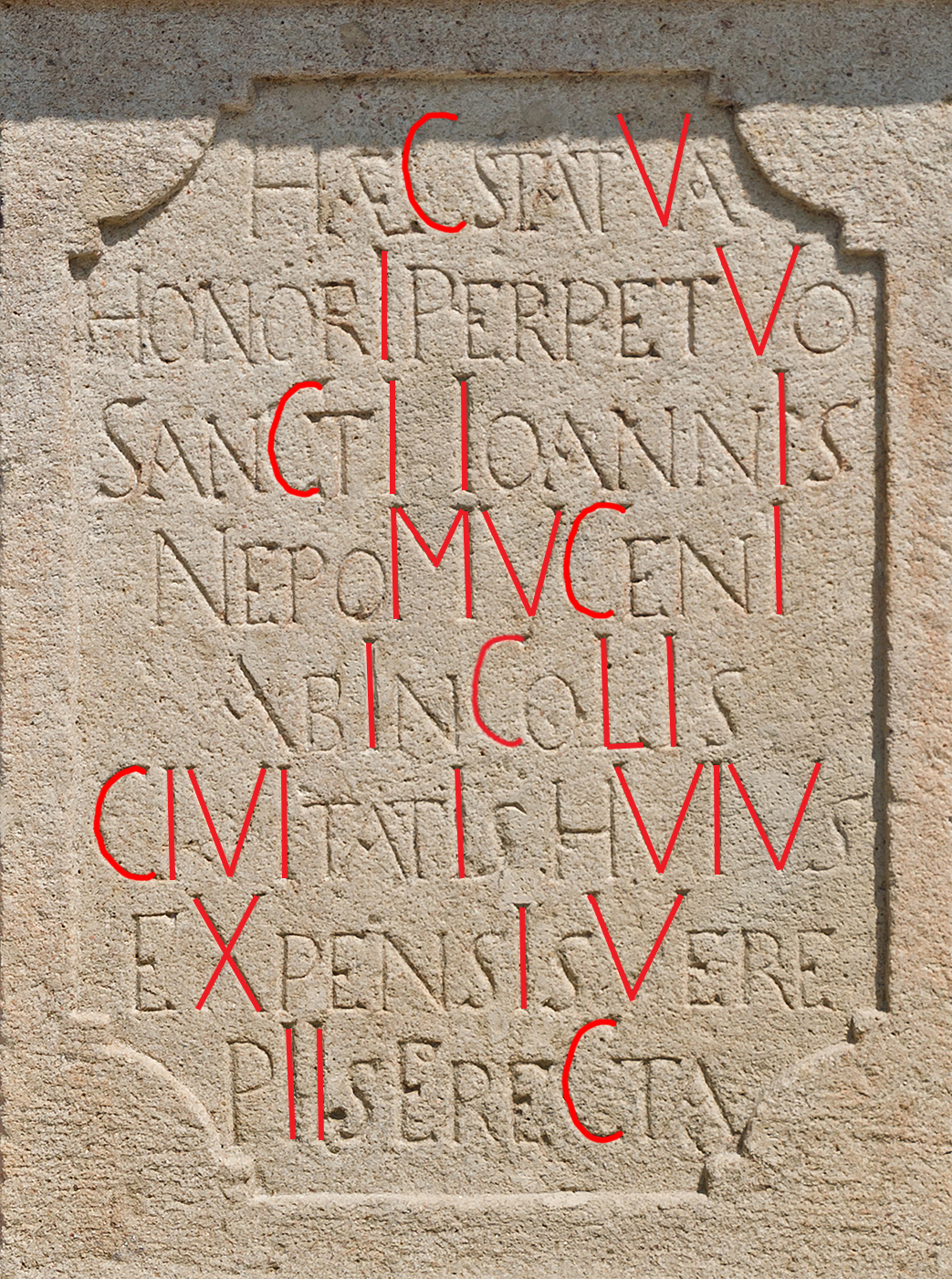
Chronostych z rokiem 1709.
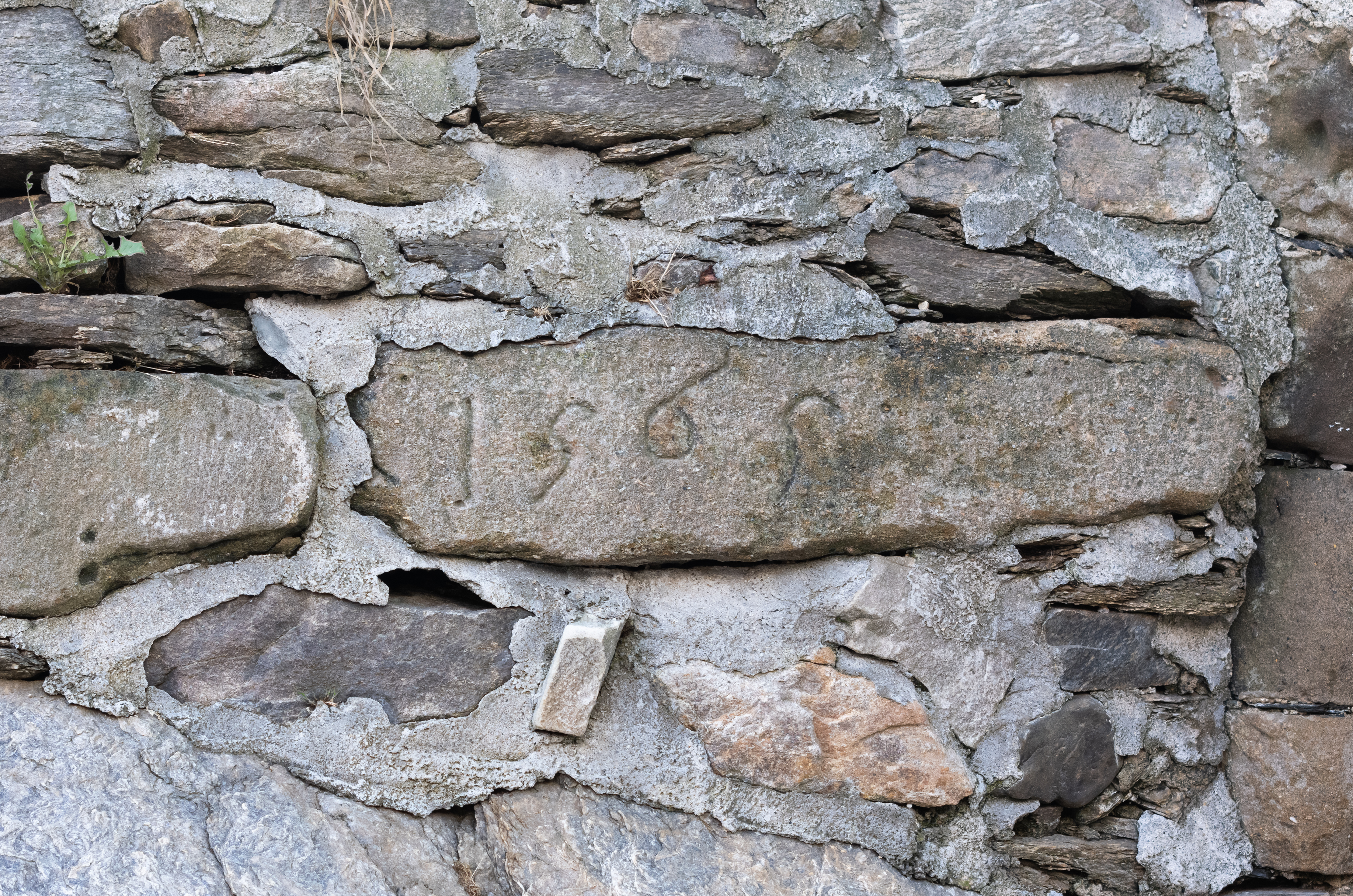

## Stan po powodzi w 2024

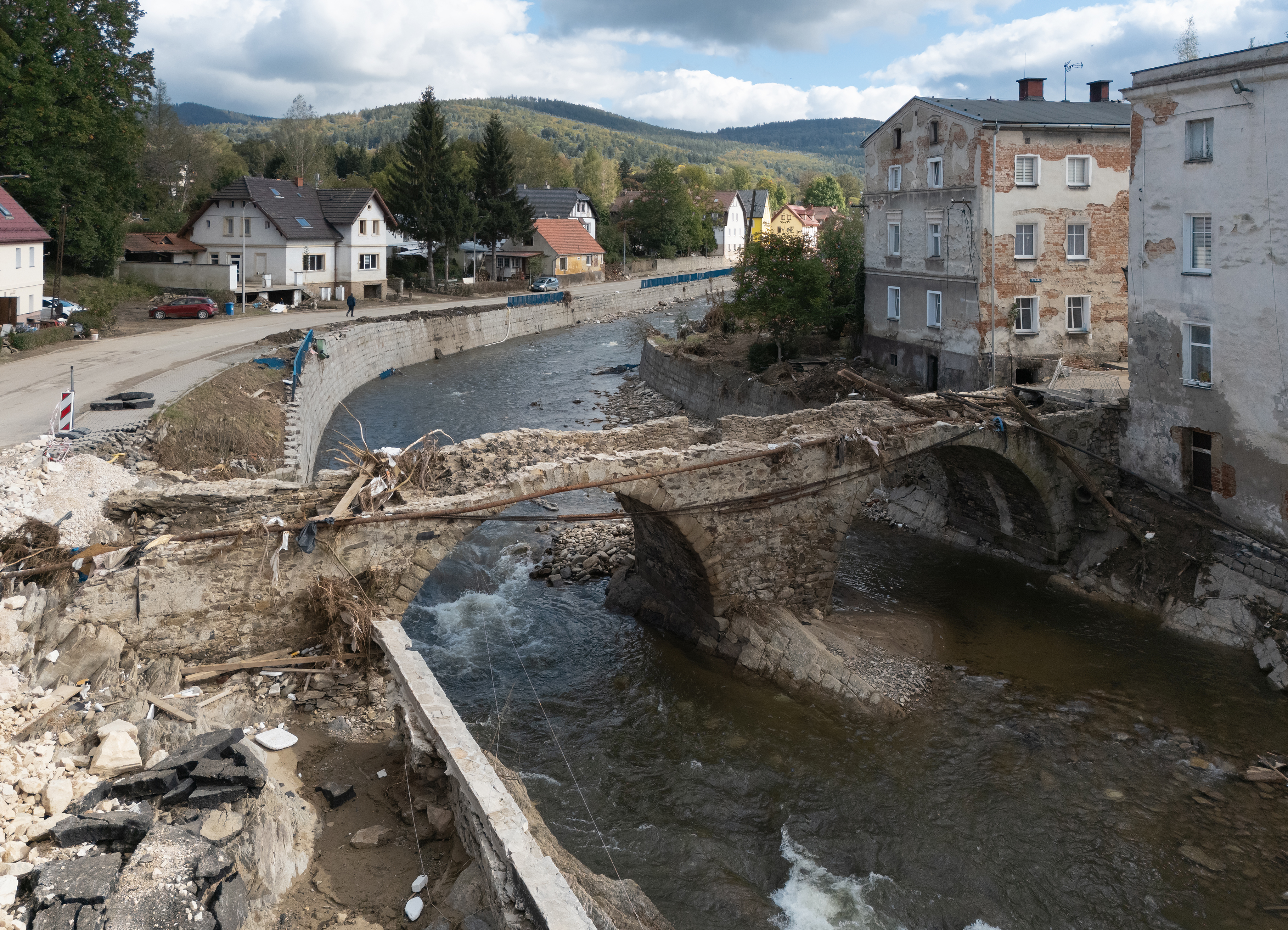
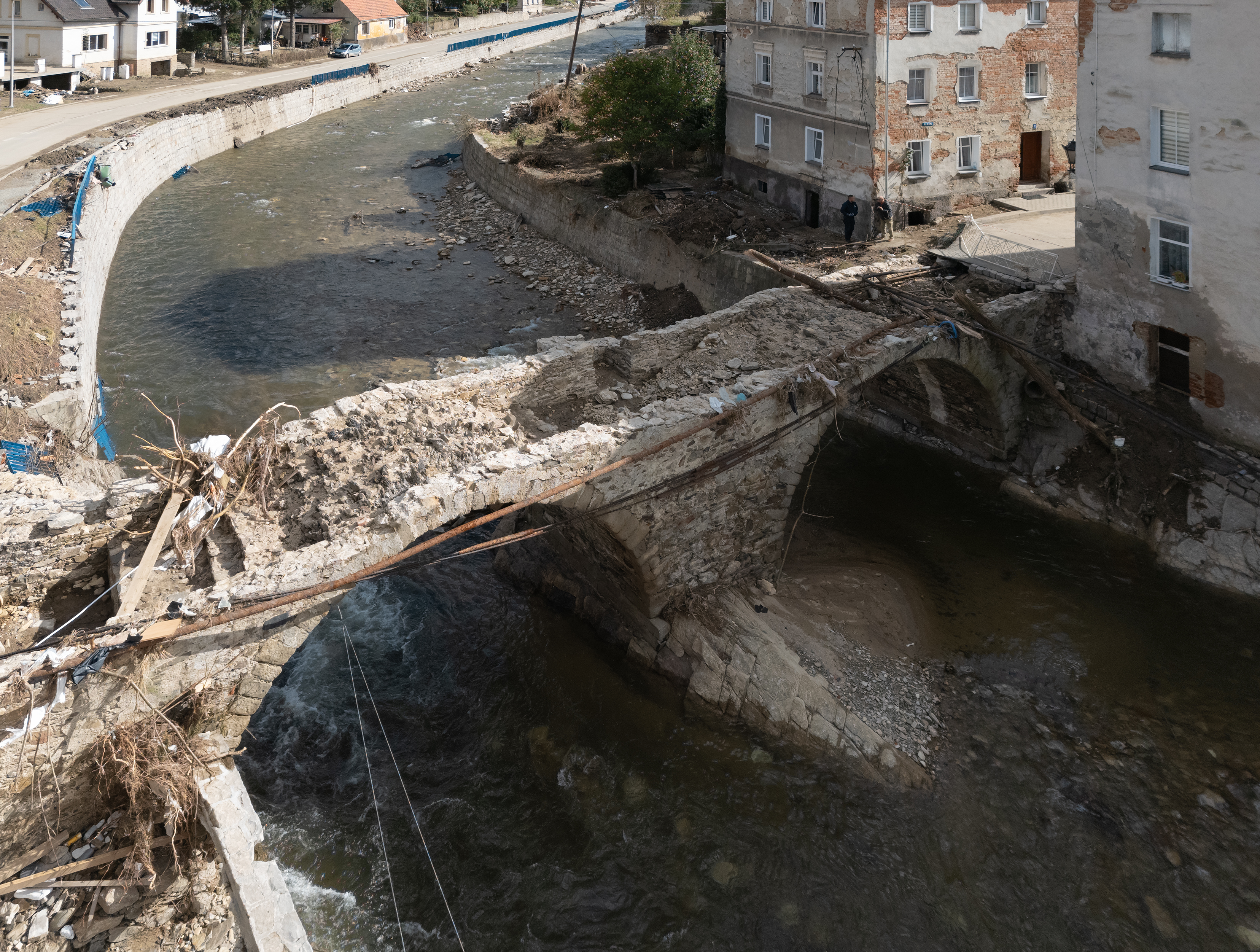
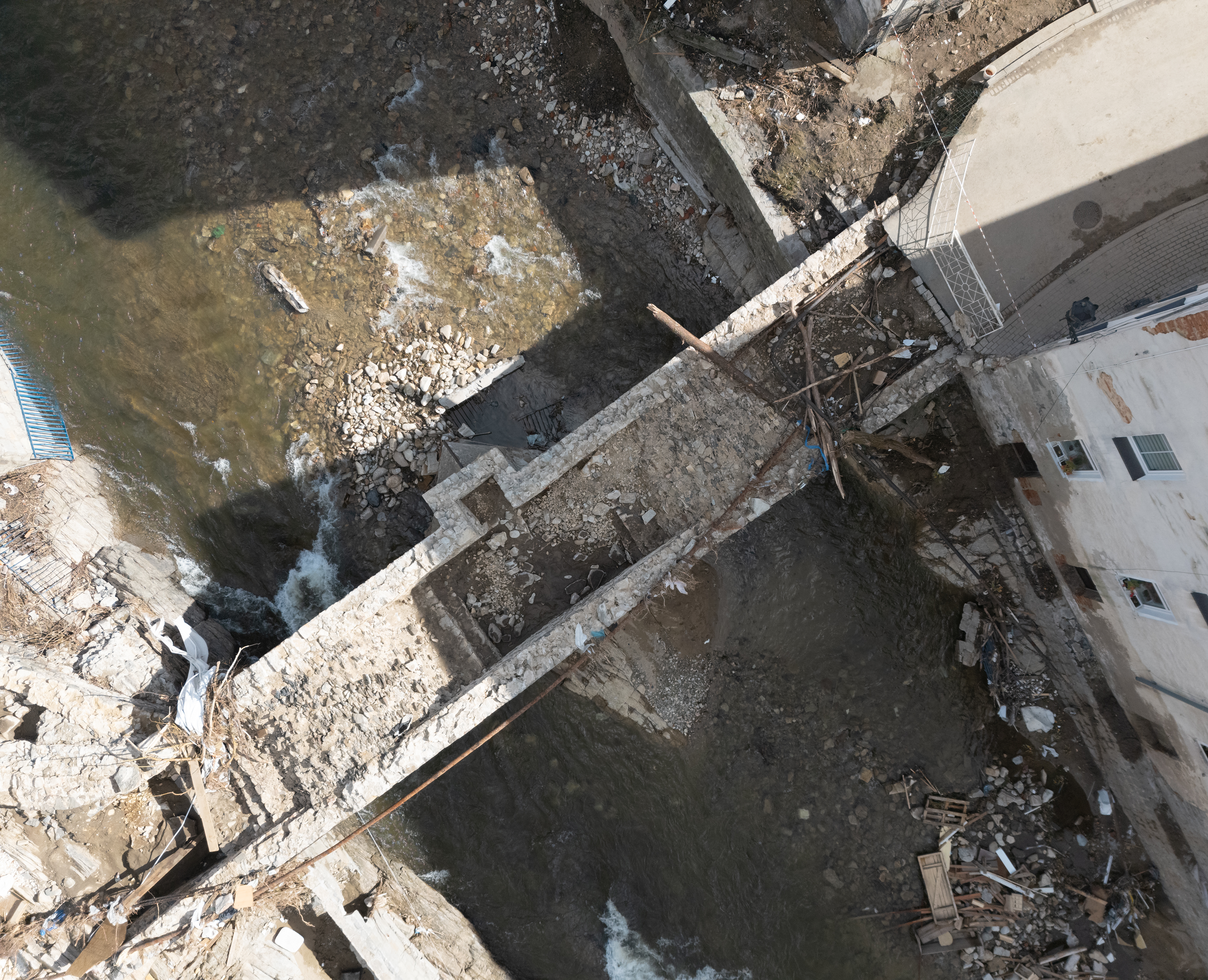
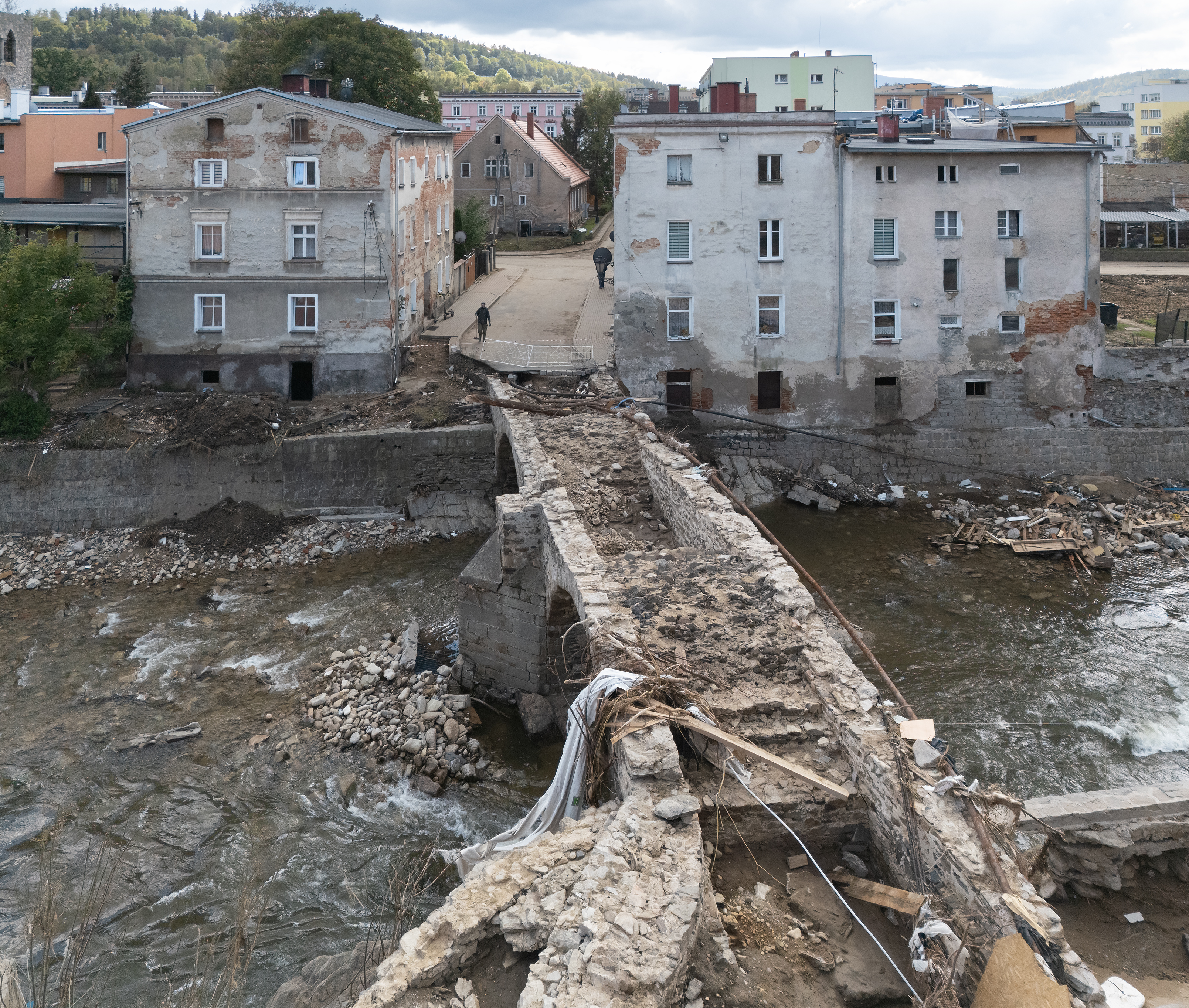
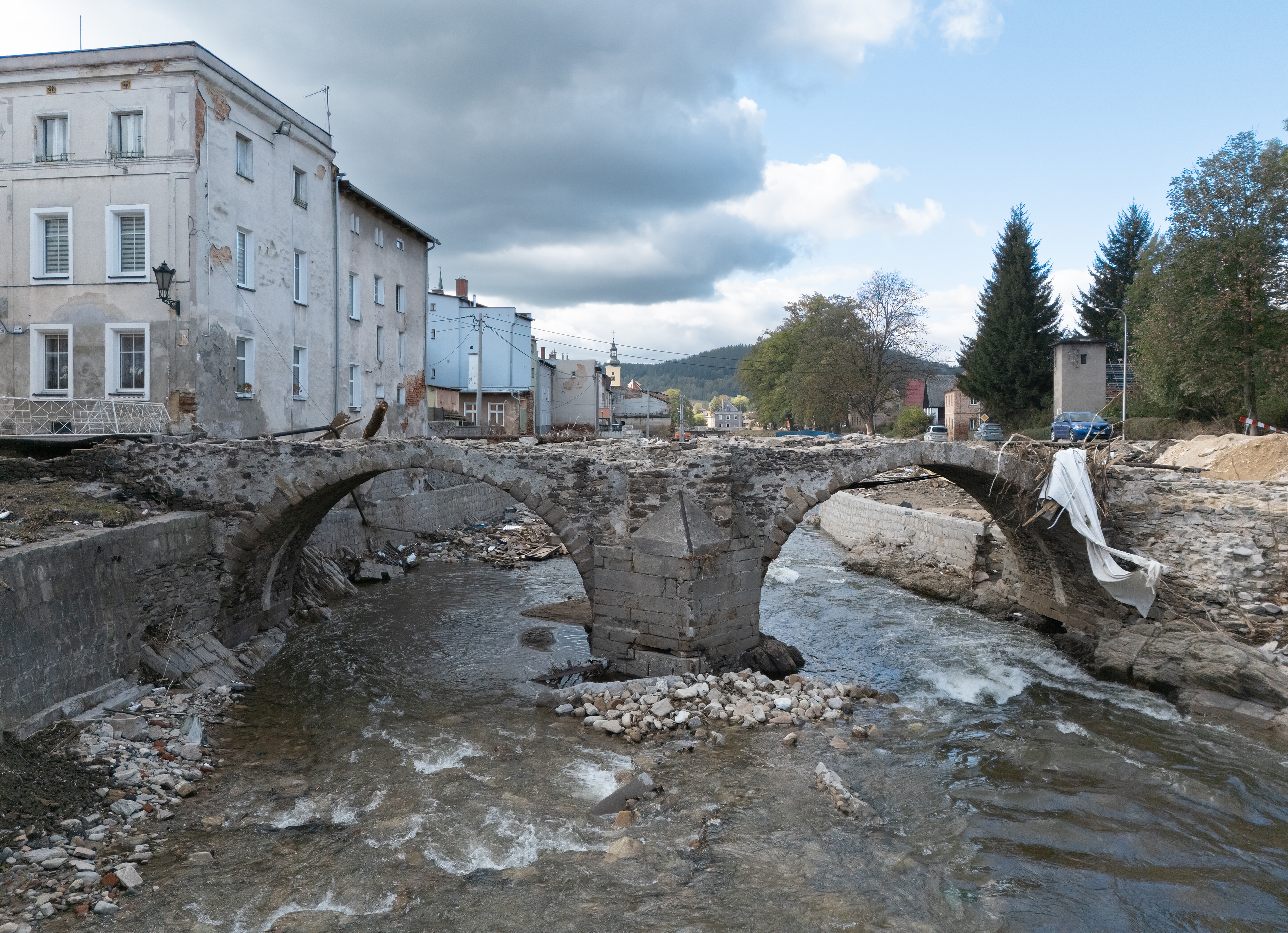